# 小笠原忠雄
小笠原 忠雄（おがさわら ただたか/ただかつ）は、江戸時代前期から中期にかけての大名。豊前国小倉藩の第2代藩主。小笠原家宗家3代。

## 生涯
正保4年（1647年）5月20日、豊前国小倉藩初代藩主・小笠原忠真の四男として小倉で生まれる。初名は長真。
異母兄で世嗣・長宣が早世したため、万治3年（1660年）に世子に指名され、寛文3年（1663年）に従五位下、遠江守に叙任される。寛文7年（1667年）、父が死去したため跡を継いだ。このとき、従四位下に昇進している。延宝元年（1673年）、忠雄と改名する。
藩政においては、寛文11年（1671年）に弟の真方に1万石を分与して支藩である小倉新田藩を立藩させ、減税政策、藩体制の整備・強化、密貿易の取り締まりなどを行なった。しかし、延宝年間に飢饉が起こって財政が苦しくなると、重税を課したといわれている。
元禄9年（1696年）からは嫡男の忠基と二元政治を行い始める。晩年には、新井白石が行なった正徳の治における貨幣改革の余波を受けての米価低下による藩財政収入の減少、享保の大飢饉による被害の大きさによる百姓の逃散なども相次いだ。しかも、江戸幕府による手伝い普請による出費増大も財政悪化の一因を成したが、幕府からは譜代大名の鏡として賞賛されたという。
享保10年（1725年）6月28日に死去した。享年79。跡を忠基が継いだ。

## 系譜
- 父：小笠原忠真（1596年 - 1667年）
- 母：那須藤（永貞院）
- 正室：久姫（長寿院） - 浅野光晟の娘
  - 女子：義姫 - 藤堂高睦正室
  - 女子：清姫
  - 女子：福姫 - 浅野長澄正室
  - 女子：染姫 - 小笠原真方養女、牧野康重正室
  - 長男：小笠原忠基（1682年 - 1752年）
- 側室：鈴木氏
  - 次男：三好清彪
  - 女子：須免姫 - 稲葉正知正室
  - 三男：小笠原貞通（1686年 - 1747年） - 小笠原真方の養子
  - 四男：小笠原長親
- 生母不明の子女

- 養子
  - 女子：房姫（菊姫） - 松平昌興正室、松平頼元五女